# 赫根巴赫河
49°30′32.7″N 11°28′59.5″E / 49.509083°N 11.483194°E

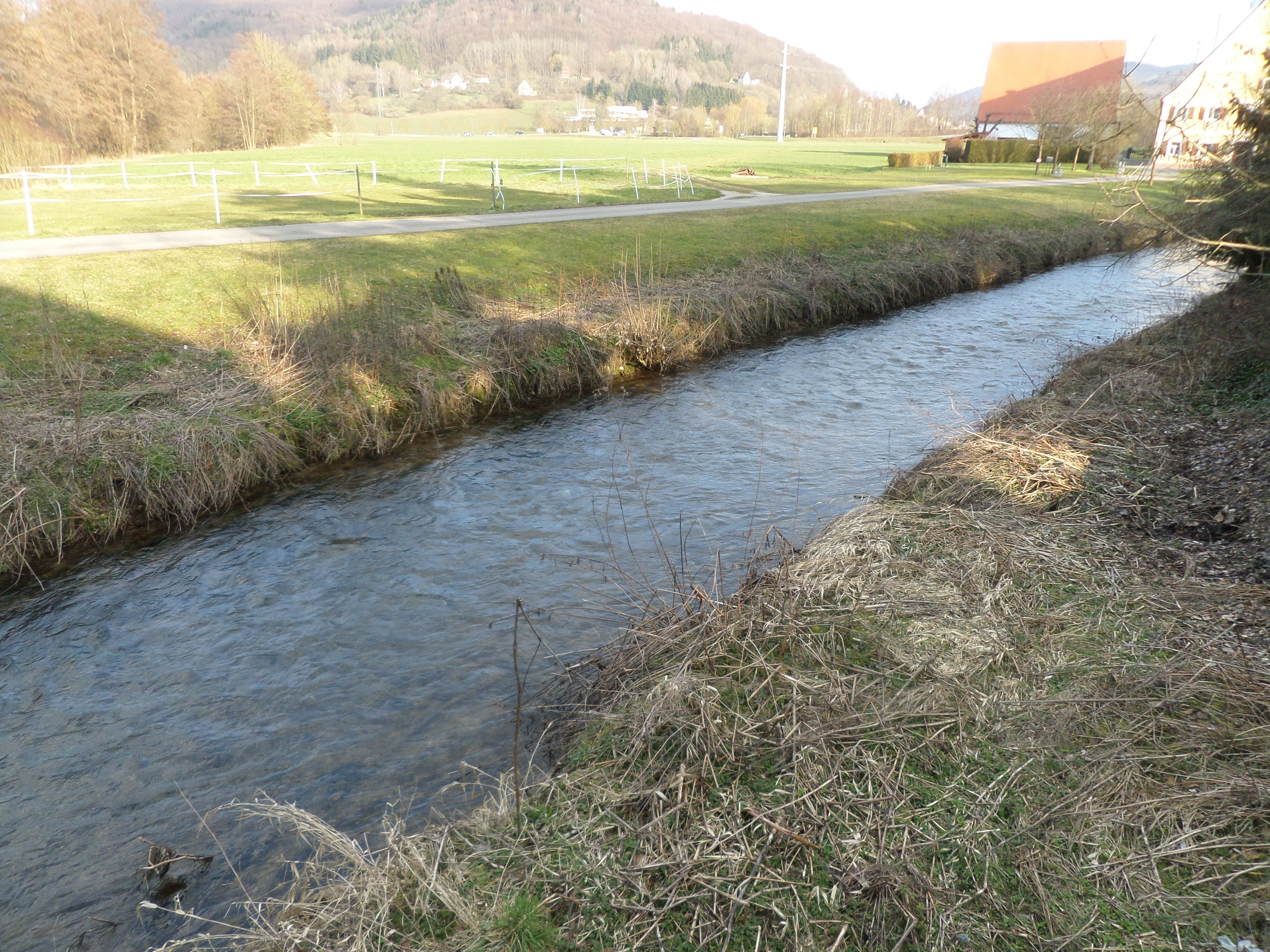

赫根巴赫河是德國的河流，位於該國東南部，由巴伐利亞負責管轄，屬於佩格尼茨河的支流，河道全長20.6公里，流域面積112.9平方公里。